# 佐野隆一
佐野 隆一（さの りゅういち、1889年8月1日 - 1977年5月29日）は、日本の実業家・慈善家。自身が設立した鉄興社（現・東北東ソー化学）を日本有数の総合電気化学メーカーに成長させ、社長・会長を務めた。また、自身が蒐集した古美術品をもとに佐野美術館を設立したほか、出身地の三島市にたびたび寄付を行い、図書館や学校、福祉施設などの開設に貢献した。「三島のお父さん」と呼ばれ、三島市名誉市民（第1号）に推挙されている。静岡県田方郡三島町（現・三島市）出身。

## 経歴

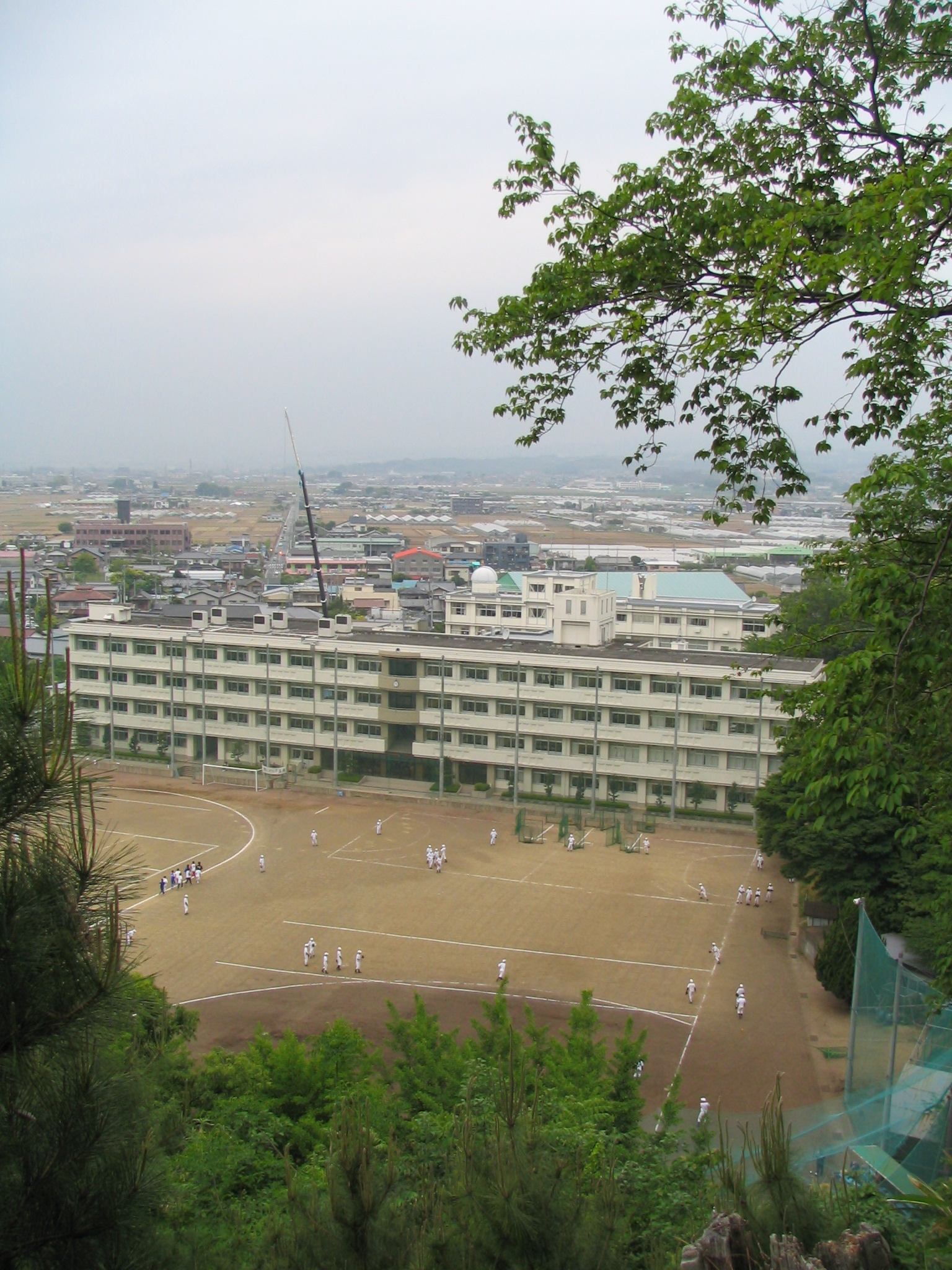
佐野の母校である静岡県立韮山高等学校（旧・旧制静岡県立韮山中学校）

### 青年時代
1889年（明治22年）8月1日、静岡県田方郡三島町久保町（現・三島市中央町）の商家に生まれた。父親は佐野米吉、母親はたみであり、実家は秋月堂という和菓子舗を営んでいた。3人兄弟の長男だった。三島町立三島第一尋常高等小学校（現・三島市立南小学校）を卒業すると、1907年（明治40年）には旧制静岡県立韮山中学校（現・静岡県立韮山高等学校）を卒業した（第10回卒業生）。東京高等工業学校（現・東京工業大学）では化学者の加藤与五郎を「生涯の恩師」と慕い、加藤の影響を受けて「決して人まね、物まねをしない」をモットーとした。1910年（明治43年）7月に東京高等工業学校応用化学科を卒業した。後年には学生の研究助成のために加藤科学振興会を設立し、また電気化学方面の功労者を顕彰する加藤記念賞を設立した。学生時代には登山を好み、しばしば長野県まで登山旅行を行った。
1910年（明治43年）8月には横浜製糖株式会社（現・三井製糖）で技師となり、1916年（大正5年）9月には中村化学研究所（現・新中村化学工業）で技師となった。31歳の時には東北電力株式会社で支配人兼技師長となり、炭酸マンガン鉱の開発などで功績を上げた。

### 実業家として
36歳だった1925年（大正14年）3月には、フェロアロイを製造する合名会社鉄興社を設立して代表社員となった。1928年（昭和3年）には鉄興社を株式会社組織に改組し、自身は代表取締役専務に就任した。1936年（昭和11年）10月には日本石英硝子株式会社（現・東ソー・クォーツ）の取締役社長に就任した。50歳だった1939年（昭和14年）12月には鉄興社の社長に就任した。1951年（昭和26年）12月にはプラス・テク株式会社の社長に就任した。1953年（昭和28年）5月には日本カーボン株式会社の社長に就任した。1955年（昭和30年）2月には東邦アセチレン株式会社の社長に就任した。1959年（昭和34年）4月には三島箱根観光開発株式会社の社長に就任し、芦の湖カントリークラブなどを建設している。1962年（昭和37年）に鉄興社の会長に就任し、1970年（昭和45年）12月には鉄興社の相談役に退いた。1975年（昭和50年）には鉄興社は東洋曹達工業株式会社と合併し、同年4月には東洋曹達工業の名誉顧問となった。1983年（昭和58年）には東北東ソー化学となっている。
1965年（昭和40年）11月1日には三島市議会によって三島市名誉市民（第1号）に推挙された。1977年（昭和52年）5月29日に死去し、6月24日には三島市の市民葬が行われた。菩提寺は三嶋山法華寺。1989年（平成元年）には三島市によって「佐野隆一翁生誕百年祭」が開催され、7月21日には佐野美術館で記念式典が挙行された。

### 篤志家として
父親の佐野米吉は骨董品の蒐集を趣味としていたが、佐野も日本刀・日本画・中国の陶磁器・朝鮮の仏像といった古美術品などの蒐集に力を入れた。1931年（昭和6年）には両親のために日本庭園を有する和風邸宅を建設したが、後にはこの場所を美術館の建設用地とした。1966年（昭和41年）2月11日には自身の喜寿を記念して財団法人佐野美術館を設立し、それまで築き上げてきたコレクションを寄贈した。彫刻家の澤田政廣（文化功労者・文化勲章）は美術品蒐集家としての佐野を大恩人として慕い、「その幅の広さ、深さ、時代差、すべて芸術品であり、人の気の付かない芸術に類する貴重な品々である」と述べている。佐野美術館には佐野の銅像が据えられている。1977年（昭和52年）には遺族から三島市に対して邸宅が寄贈され、隆泉苑として公開されている。1997年（平成9年）、隆泉苑は国の登録有形文化財に登録された。
佐野は戦前より出身地の三島へ寄付を行っており、1935年（昭和10年）6月に健康相談所の建設費と産業奨励費として三島町に1万円を寄付し、翌年には紺綬褒章を授与された。市制施行後の三島市に対して行った初の寄付は公共図書館の建設費であり、1960年（昭和35年）12月には自身の名が冠された三島市立図書館佐野記念館が開館した。1963年以後には三島市立北小学校・三島市立南小学校・三島市立東小学校・三島市立西小学校の4小学校にプールの建設費を寄付した。また、三島市立緑町佐野保育園、佐野母子寮（1967年）、養護老人ホーム佐野楽寿荘（1968年）、老人福祉センター、障碍者福祉施設の三島市立佐野学園（1969年）、児童養護施設の静岡恵明学園（1962年）、佐野学生寮などの建設費の寄付も行った。また、会長を務めた電気化学協会の若手研究者を対象とする佐野賞（現：進歩賞(佐野賞))にその名を残している。

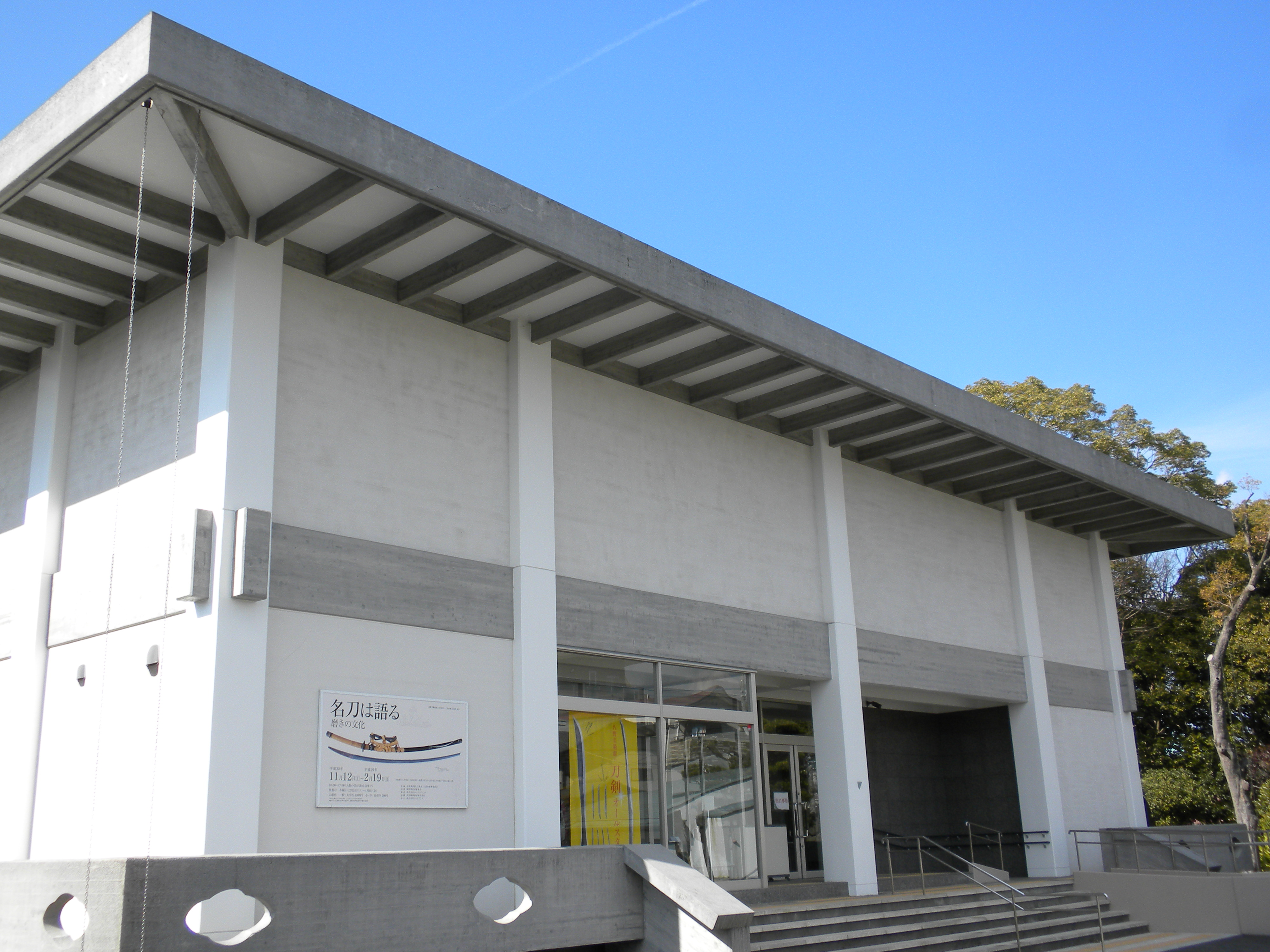
佐野美術館

## 役職
- 1945年（昭和20年）9月 - 日本フェロアロイ協議会理事長[8]
- 1947年（昭和22年）4月 - 社団法人電気化学協会会長[8]
- 1948年（昭和23年）5月 - 日本ソーダ工業会会長[8]
- 1948年（昭和23年）9月 - 日本化学工業協会常務理事[8]
- 1951年（昭和26年）6月 - プラスチック協会会長[8]
- 1951年（昭和26年）7月 - 東北地方電力需要連盟会長[8]
- 1953年（昭和28年）5月 - 蔵前工業会理事長[8]
- 1954年（昭和29年）3月 - 臨時公共企業体合理化審議会委員[8]
- 1954年（昭和29年）4月 - 日本経営者団体連盟常任理事[8]
- 1955年（昭和30年）5月 - 日本ソーダ工業会名誉会長[8]
- 1964年（昭和39年）5月 - 日本フェロアロイ協会名誉会長[11]
- 1966年（昭和41年）11月 - 財団法人佐野美術館理事長[11]

## 受賞・受章
- 1936年（昭和11年）7月16日 - 紺綬褒章[11]
- 1954年（昭和29年）5月3日 - 緑綬褒章[11]
- 1955年（昭和30年）4月2日 - 紫綬褒章[11]
- 1963年（昭和38年）5月3日 - 藍綬褒章[11]
- 1965年（昭和40年）4月29日 - 勲二等瑞宝章[11]
- 1965年（昭和40年）11月8日 - 三島市名誉市民[11]
- 1977年（昭和52年）5月29日 - 正四位、勲二等旭日重光章[11]